# Aymen Hussein
Ayman Hussein (en arabe : أيمن حسين), né le 22 mars 1996 à As-Safrah en Irak, est un footballeur international irakien évoluant au poste d'attaquant à Al-Karma SC (en).

## Biographie

### Carrière en club

#### Débuts
Ayman Hussein Ghadhban voit le jour le 22 mars 1996 dans le village d'As-Safrah, à une quinzaine de kilomètres au sud de Hawija. 
En 2008, son père, officier dans l'armée irakienne, est tué par l'État islamique d'Irak.
En 2009, il est repéré par un membre du conseil d'administration du club Al-Alam SC qui le recommande au club. Après avoir joué avec les jeunes dans la ligue régionale, il intègre l'équipe première et rejoint le Tuz FC. Aucun club de Kirkouk ne jouant dans les premières divisions du football irakien, Aymen emprunte une voie peu orthodoxe pour intégrer la Première division irakienne en signant à Gas Al-Shamal, un club qui évolue alors en deuxième division de la Ligue du Kurdistan, une division composée essentiellement de joueurs de réserve issus des meilleurs clubs kurdes.
À la fin de la saison 2012-13, Aymen finit par rejoindre la Division d'élite irakienne lorsqu'il est contacté par l'entraîneur adjoint de Dohuk SC, Khalid Mohammed Sabbar (en) et se voit proposer un contrat lucratif pour jouer pour l'équipe. Aymen déclare avoir accepté immédiatement avec « grande joie » de jouer sous la direction de l'ancien capitaine de la sélection irakienne et des deux entraîneurs syriens renommés Fajr Ibrahim et Thair Ahmed.
Affecté par la situation de la région du Kurdistan, le club est en crise financière et ne peut payer ses joueurs pendant des mois. Ne marquant qu'un seul but en quelques apparitions, Aymen prends le décision de tenter sa chance à Bagdad. Il est l'un des six joueurs de Duhok libérés en raison de leurs problèmes financiers à la fin de la saison 2013-2014.
En juin 2014, alors qu'il rend visite à sa famille dans le district de Hawija (en), l'État islamique en Irak et au Levant l'envahit (en). Aymen Hussein parvient à fuir en direction de Kirkouk mais son frère est capturé (et probablement tué) par l'organisation terroriste,.

#### Révélation en Irak (2015-2018)
Aymen rejoint Al Naft à l'hiver 2014-2015. Sa saison de révélation lieu en 2016-2017 où il marque 12 buts en 10 matchs, propulsant son équipe au sommet de la ligue avant qu'une blessure ne brise son élan,. Al Naft continue cependant sur sa lancée impressionnante et finit le championnat en deuxième position à quatre points de Al-Qowa Al-Jawiya, ce qui représente le meilleur accomplissement de son histoire,.
Le 22 août 2017, Hussein signe pour le géant irakien Al Shorta pour remplacer Marwan Hussein. Il fait ses débuts le 21 novembre, marquant lors de la première journée contre le Karbalaa FC. Il marque deux fois lors de son deuxième match, une victoire 4-1 contre Al-Bahri, il marque ensuite dans deux autres matchs, pour étendre son record de buts à quatre. Lors du cinquième match, Aymen rate un penalty à la dernière minute ce qui met fin à sa série de buts. Aymen quitte ensuite le camp d'Al-Shorta pour rejoindre l'Équipe d'Irak olympique lors du Coupe d'Asie des moins de 23 ans en Chine. Après son retour, il quitte Al Shorta.
Le 2 février 2018, il retourne à Al Naft sous la houlette de son entraîneur préféré Hassan Ahmed Aymen,. Il joue son premier match contre Al-Hudood FC et rate un penalty. Après cinq matchs, il marque un but contre Talaba SC lors de la victoire 1-0 en avril et continue à marquer. Il a terminé sa saison avec Al Naft avec 11 buts en 22 matches de championnat. L'équipe termine en troisième position. Son contrat est résilié après le match contre le CS Sfaxien en Coupe arabe des clubs champions 2018-2019 (1–1). à cause de désaccords avec la direction,,.

#### Tunisie, Qatar et EAU (2018-2023)
Le 15 septembre 2018, le club tunisien du Club sportif sfaxien annonce au dernier jour du mercato estival le recrutement de Aymen Hussein.
À l’été 2021, Aymen rejoint Umm Salal SC au Qatar. Le 2 juillet, il signe à Al-Markhiya.

#### Raja CA (2023)
Le 23 août 2023, il signe un contrat d'un an renouvelable avec le Raja Club Athletic.

### Carrière internationale
Aymen représente l'Irak en 2015, jouant pour l'Équipe olympique. Il est appelé à la Coupe d'Asie des moins de 23 ans 2016 au Qatar. Il marque le but décisif lors du match éliminatoire pour la troisième place qui vaut à l'Irak la médaille de bronze et son billet pour les Jeux olympiques de Rio,. Aymen se blesse lors d'un match amical contre la Syrie, l'empêchant de jouer les Jeux olympiques. L'année suivante, Aymen est présent aux qualifications du Coupe d'Asie des moins de 23 ans 2018, il marqué cinq buts lors du premier match contre l'Afghanistan. Il marqué également un autre but contre l'Arabie saoudite, permettant à son équipe de se qualifier. Aymen plante deux buts en trois matchs du tournoi, alors que l'Irak sort dès les quarts de finale.
Le 26 août 2015, Aymen décroche sa première sélection internationale en jouant contre le Liban lors d'un match amical. Il marque son premier but contre les Émirats arabes unis le 5 septembre 2017, lors d'un match de qualification pour la Coupe du monde. Il est convoqué à la 23e Coupe du Golfe des nations, où l'Irak atteint les demi-finales.

## Palmarès
Raja club athletic 
•Championnat du maroc :
▪Vainqueur : 2023-2024
 CS Sfax
- Coupe de Tunisie
  - Vainqueur : 2019

 Al-Qowa Al-Jawiya
- Championnat d'Irak
  - Champion : 2020-2021

- Coupe d'Irak
  - Vainqueur : 2020-2021.

 Irak
- Coupe du Golfe des nations
  - Vainqueur: 2023
- King's Cup
  - Vainqueur: 2023

### Récompenses individuelles
- Meilleur buteur du championnat d'Irak 2020-2021 (22)
- Meilleur buteur de la Coupe du Golfe 2023 (3)